# Czubajeczka cuchnąca

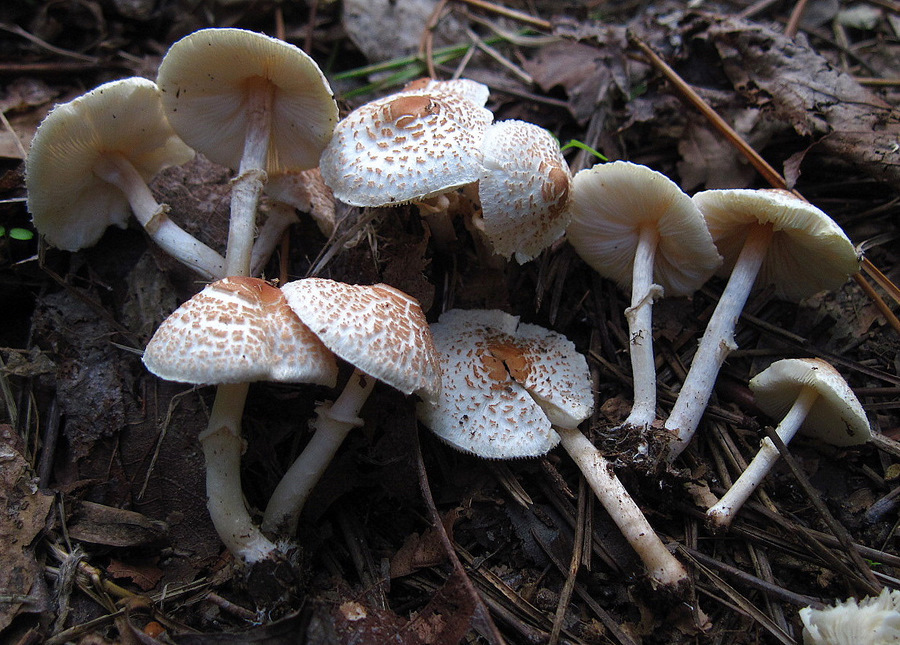

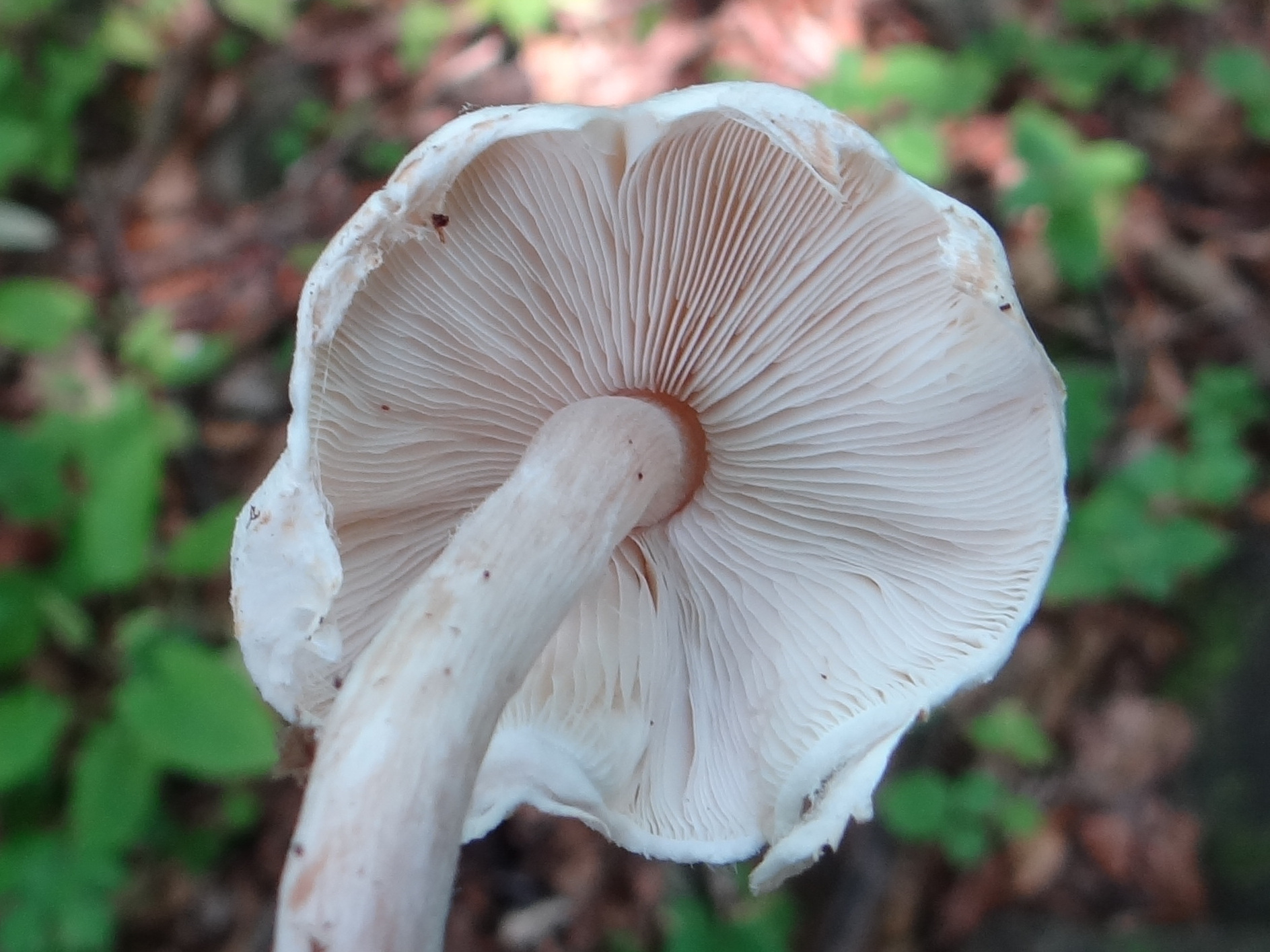

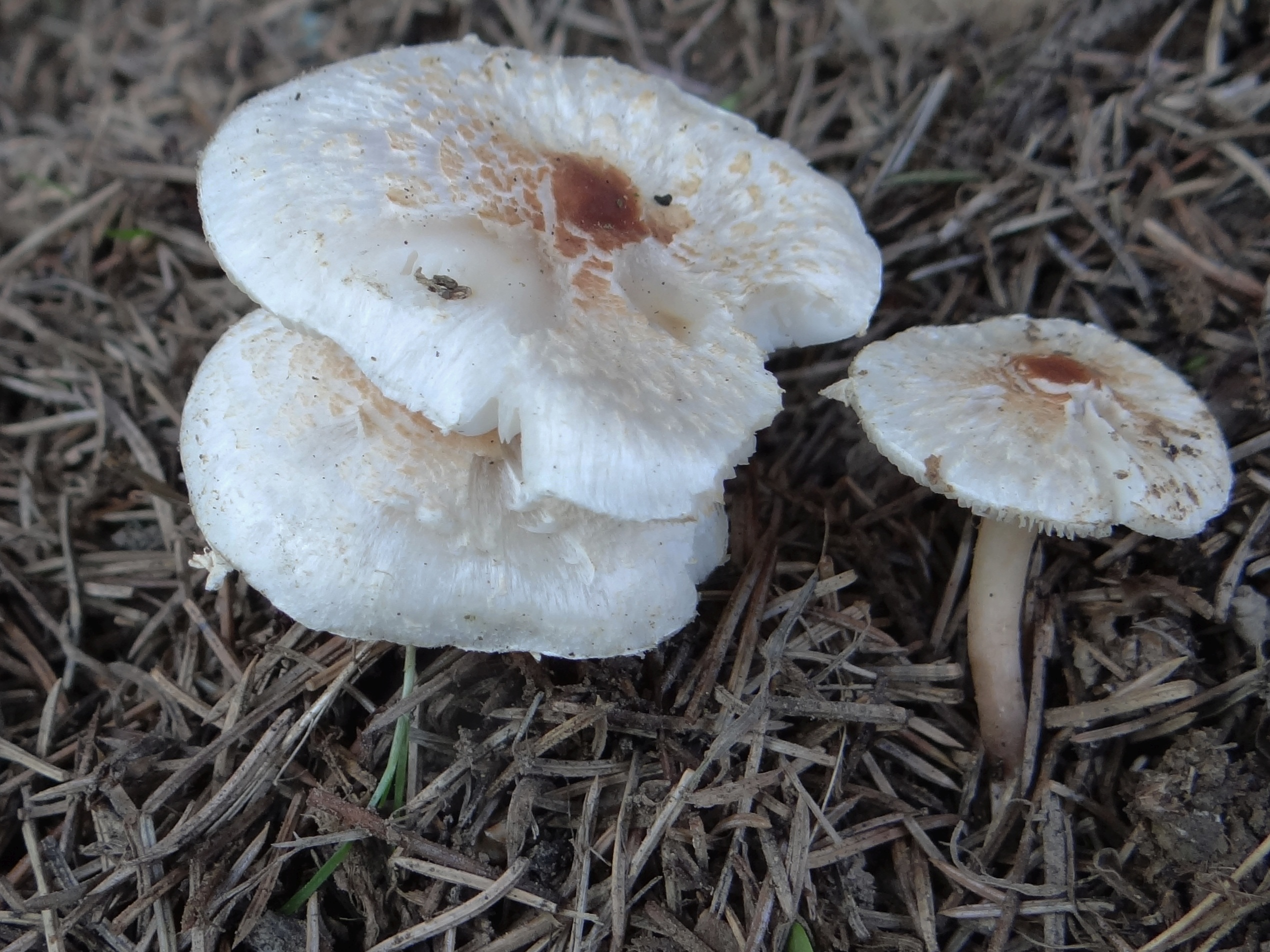

Czubajeczka cuchnąca (Lepiota cristata (Bolton) P. Kumm.) – gatunek grzybów z rodziny pieczarkowatych (Agaricaceae).

## Systematyka i nazewnictwo
Pozycja w klasyfikacji według Index Fungorum: Lepiota, Agaricaceae, Agaricales, Agaricomycetidae, Agaricomycetes, Agaricomycotina, Basidiomycota, Fungi.
Po raz pierwszy takson ten zdiagnozował w 1788 r.  James Bolton nadając mu nazwę Agaricus cristatus. Obecną, uznaną przez Index Fungorum nazwę nadał mu w roku 1871 Paul Kummer, przenosząc go do rodzaju Lepiota. 
Ma około 20 synonimów.
Nazwę polską nadał Władysław Wojewoda w 2003 r. 

## Morfologia
Kapelusz
O średnicy 3–4 cm. Wysuwa się z gleby początkowo w postaci zamkniętego stożka i stopniowo rozwija do rozpostartego kapelusza o wyodrębnionym, garbkowatym środku. Garbek ma intensywnie brązowoczerwone lub ciemnoochrowe zabarwienie. Powierzchnia reszty kapelusza biaława, pokryta jasnoochrowymi łuskami. Na miejscach bogatych w związki azotowe (np. na pryzmach kompostowych) może wytwarzać bardzo duże owocniki o średnicy kapelusza do 8 cm.
Blaszki
Białawe, nie przyrastają do trzonu, ściśnięte i lekko wybrzuszone.
Trzon
Smukły, cylindryczny, u podstawy maczugowato zgrubiały. Nie przekracza 7 cm wysokości i około 0,5 cm grubości. Powierzchnia kremowobiała, pokryta nielicznymi kosmkami ubarwionymi jak kapelusz. U młodszych osobników występuje pod kapeluszem cienki, błoniasty i lejkowato wzniesiony pierścień, który z wiekiem zanika. Trzon początkowo jest pełny, u starszych okazów pusty.
Miąższ
Biały, tylko w korze trzonu cielistoróżowy. Wydziela silny, nieprzyjemny zapach podobny do zapachu purchawek.
Wysyp zarodników
Biały. Zarodniki w kształcie klina lub kuliste, gładkie, o rozmiarach 5–8 × 3–5 μm, silnie lub słabo dekstrynoidalne. Cheilocystydy maczugowate o rozmiarach do około 25 × 10 μ, pleurocystyd brak.

## Występowanie i siedlisko
Poza Antarktydą występuje na wszystkich kontynentach, a także na wielu wyspach. W Europie Środkowej gatunek pospolity, prawdopodobnie jest najczęściej spotykanym gatunkiem czubajeczek.
Rośnie w grupach wzdłuż trawiastych dróg leśnych, w ogrodach, zaroślach, na pastwiskach i w lasach wszystkich typów.Występuje także w składach drzewa, na pryzmach kompostowych, szczególnie często w miejscach wzbogaconych w związki azotowe. Często występuje w towarzystwie niecierpka drobnokwiatowego, pokrzywy, bzu czarnego. Owocniki wytwarza od maja do października.

## Znaczenie
Saprotrof. Grzyb niejadalny.

## Gatunki podobne
- czubajeczka tarczowata (Lepiota clypeolaria), która ma włóknistą strukturę na trzonie[4].
- istnieje wiele podobnych morfologicznie gatunek czubajeczek (np. czubajeczka kasztanowata L. castanea, czubajeczka brązowożółta L. boudieri)[8]. Czubajeczkę cuchnącą można od nich odróżnić po wyjątkowo dobrze wykształconym białym pierścieniu. Jednak okazy, u których pierścień zanikł można w pewny sposób rozpoznać tylko na podstawie badań mikroskopowych[5].